# Peristeri
Peristeri, (em grego: Περιστέρι; "pomba") é um município da Grécia, localizado em Atenas Ocidental, na região da Ática. Tem 10.05 km² de área e, em 2011, tinha 139 981 habitantes. Formou parte do município de Atenas até 18 de janeiro de 1934, quando recebeu sua emancipação.
Atualmente, conta com três estações do Metropolitano de Atenas (Linha 2): Aghios Antonios, inaugurada em 2004, Peristeri e Anthoupoli, abertas em 2013.